# Mæl Station
Mæl Station (Mæl stasjon) er en jernbanestation på Rjukanbanen, der ligger i Tinn kommune i Norge. Den er endestation for banen til Rjukan, der nu er veteranbane. Mens banen var i almindelig drift, var Mæl desuden færgehavn for jernbanefærgerne på Tinnsjå til Tinnoset.
Stationen åbnede da banen blev taget i brug 9. august 1909. Oprindeligt hed den Rollag, men den skiftede navn til Mæl 15. februar 1921 for ikke at blive forvekslet med den planlagte Rollag Station på Numedalsbanen, der åbnede i 1927. Stationen blev gjort ubemandet, da persontrafikken på banen blev indstillet 31. maj 1970. Stationen blev nedlagt sammen med banen 5. juli 1991. Den kom i drift igen, da der begyndte at køre veterantog på Rjukanbanen mellem Mæl og Rjukan i sommeren 2016.
Den første stationsbygning blev opført i 1909 efter tegninger af Thorvald Astrup. Den blev afløst af en ny, tegnet af samme arkitekt men beliggende på den modsatte side af sporet i 1917. Den gamle blev derefter ombygget til stationsmesterbolig. Begge bygninger eksisterer stadig.
Mæl er stadig anløbssted for Tinnsjåfærgerne MF Storegut og DF Ammonia, der i sommerhalvåret byder på henholdsvis ture og charterturer og rundvisninger. På den gamle station er der infocenter med salg af kaffe fra Skt. Hans til først i september.